# Некромант (фільм, 2018)
«Некромант» («Nekrotronic») — австралійський фантастичний кінофільм 2018 року, знятий режисером Кіа Роуч-Тьорнером, з Монікою Беллуччі у головній ролі.

## Сюжет
Одного разу, зависнувши в Мережі, звичайний хлопець усвідомлює, що він — член таємничої організації некромантів, один із мисливців на демонів, які опановують душами людей через смартфони.

## У ролях
- Моніка Беллуччі — Фіннеган
- Керолайн Форд — Моллі
- Бенедикт Харді — Лайам
- Майк Дункан — роль другого плану
- Фелікс Вільямсон — Гінсберг
- Тесс Хобріч — роль другого плану
- Горан Ді Клюе — роль другого плану
- Глен Робінсон — роль другого плану
- Джей Галлахер — роль другого плану
- Трістан Роуч-Тернер — роль другого плану
- Нандалі Кемпбелл Кіллік — роль другого плану

## Знімальна група
- Режисер — Кіа Роуч-Тьорнер
- Сценаристи — Кіа Роуч-Тьорнер, Трістан Роуч-Тернер
- Оператор — Тім Негл
- Композитор — Майкл Ліра
- Художник — Ніколас Дар
- Продюсери — Трой Льюм, Ендрю Мейсон, Джон Коллі, Трістан Роуч-Тернер
- Кастинг-директор — Ніккі Баррет